# Török Júlia
Török Júlia, 1935-ig Treuhaft, férjezett Fazekas Ferencné (Budapest, 1910. február 27. – Budapest, 1971. november 10.) újságíró.

## Életpályája
Török Jakab (1872–1944) kereskedő és Breuer Erzsébet (1883–1957) lánya. Eredeti foglalkozása varrónő volt. 1937-ben belépett az MSZDP-be, melynek baloldalához tartozott. 1943-ban a Békepárt tagja lett. 1945 után az MSZDP nőmozgalmának vezetője, 1948-tól a Magyar Nők Demokratikus Szövetségének (MNDSZ) főtitkárhelyettese volt. 1945–53-ban nemzetgyűlési, illetve országgyűlési képviselő volt. 1948–56-ban a Népszava munkatársa, 1956-ban a Minisztertanács Tájékoztatási Hivatalában dolgozott. 1957-től haláláig a Magyar Nemzet levelezési rovatának volt a vezetője.

## Művei
- Könnyű, gyors vacsorák (Minerva, Budapest, 1969)

## Díjai, elismerései
- Kossuth-érdemrend, harmadik osztály (1948)
- Magyar Köztársasági Érdemérem arany fokozata (1948)